# World Marathon Majors
Abbott World Marathon Majors, більш відомий як англ. World Marathon Majors — серія щорічних змагань серед марафонців, яка проводиться з 2006 року. За участь в марафоні спортсмену нараховуються бали. 1 місце — 25 балів, 2 місце — 15 балів, 3 місце — 10 балів, 4 місце — 5 балів, 5 місце — 1 бал.
У  2006—2012 роках зараховувалося місце у першій п'ятірці на наступних марафонах: Бостонському, Лондонському, Берлінському, Чиказькому та Нью-Йоркському. З 2013 року до серії приєднався Токійський марафон. Також бали нараховуються на Олімпійському марафоні і на марафоні в рамках чемпіонату світу з легкої атлетики.
Переможець серії нагороджується грошовим призом у розмірі 500 000 доларів США.
Учасники, які успішно фінішували у всіх шести марафонах серії нагороджуються медаллю та дипломом Six Star Finisher.  Станом на початок 2019 року таку відзнаку мають усього близько 5000 спортсменів.
Першим українцем, який фінішував у Abbott World Marathon Majors серії став Василь Боков, першою украінкою - Лариса Гетьман-Гнідунець.